# اشکوب (چینه‌شناسی)
| گاه‌چینه‌شناسی          | زمین‌گاه‌شناسی | یادداشت‌ها                                     |
| --------------------- | ------------ | --------------------------------------------- |
| چینه‌ابردوران Eonothem | ابردوران Eon | جمعاً ۴ ابردوران. نیم میلیارد سال یا بیشتر     |
| چینه‌دوران Erathem     | دوران Era    | ۱۰ دوران شناخته‌شده. چندصد میلیون سال          |
| سامانه System         | دوره Period  | ۲۲ دوره شناخته‌شده. ده‌ها تا حدود صد میلیون سال |
| ردیف Series           | دور Epoch    | ۳۴ دور شناخته‌شده. ده‌ها میلیون سال             |
| اشکوب Stage           | عصر Age      | ۹۹ عصر شناخته‌شده. میلیون‌ها سال                |
| گاه‌بازه Chronozone    | گاه Chron    | زیربخش عصر. توسط ICS به‌کار نمی‌رود.            |

در گاه‌نگاری زمین‌شناسی و گاه‌چینه‌شناسی، پس از بیوزون واحد بزرگتری که از لحاظ زمانی-چینه‌ای به کار می‌رود، اُشکوب (Stage) است. اشکوب شامل مجموعه طبقات مربوط به رسوبات دریایی با سنگواره‌های شاخص است که در مکان معینی دقیقاً مطالعه شده‌است.
معمولاً نام اشکوب را از نام محلی که اولین بار مطالعه شده‌است گرفته و پسوند -یَن «ian-» به آن، اضافه می‌کنند. برای نمونه، اشکوب لوتسین از کلمه لوتس نام قدیمی شهر پاریس گرفته شده‌است.
هر اشکوب، چند بیوزون را در بر می‌گیرد. به عنوان مثال اشکوب کامپانین در حوزه پاریس از دو بیوزون تشکیل گردیده‌است. چنانچه یک اشکوب، شامل بیوزن‌های متعدد باشد آن را به زیراشکوب تقسیم می‌کنند. یکای بنیادی گاه‌چینه‌نگاری که در مطالعات چینه‌شناسی کاربرد بیشتری دارد، اشکوب است.